# Kněžpole
Kněžpole är en ort i Tjeckien.   Den ligger i distriktet Okres Uherské Hradiště och regionen Zlín, i den östra delen av landet, 250 km öster om huvudstaden Prag. Kněžpole ligger 180 meter över havet och antalet invånare är 1 089.
Terrängen runt Kněžpole är huvudsakligen platt, men åt nordväst är den kuperad. Kněžpole ligger nere i en dal. Runt Kněžpole är det ganska tätbefolkat, med 111 invånare per kvadratkilometer. Närmaste större samhälle är Uherské Hradiště, 5,2 km sydväst om Kněžpole. Trakten runt Kněžpole består till största delen av jordbruksmark.